# Aki Karvonen
Aki Tapani Karvonen (Valtimo, 31 de agosto de 1957) es un deportista finlandés que compitió en esquí de fondo. 
Participó en dos Juegos Olímpicos de Invierno, en los años 1984 y 1988, obteniendo tres medallas en Sarajevo 1984, plata en la prueba de 10 km y bronce en 50 km y en el relevo (junto con Kari Ristanen, Juha Mieto y Harri Kirvesniemi).
Ganó tres medallas en el Campeonato Mundial de Esquí Nórdico entre los años 1982 y 1989.

## Palmarés internacional
| Juegos Olímpicos   | Juegos Olímpicos      | Juegos Olímpicos  | Juegos Olímpicos |
| Año                | Lugar                 | Medalla           | Prueba           |
| ------------------ | --------------------- | ----------------- | ---------------- |
| 1984               | Sarajevo (Yugoslavia) | Medalla de plata  | 15 km            |
| 1984               | Sarajevo (Yugoslavia) | Medalla de bronce | 50 km            |
| 1984               | Sarajevo (Yugoslavia) | Medalla de bronce | Relevo 4 × 10 km |
| Campeonato Mundial |                       |                   |                  |
| Año                | Lugar                 | Medalla           | Prueba           |
| 1982               | Oslo (Noruega)        | Medalla de bronce | Relevo 4 × 10 km |
| 1987               | Oberstdorf (RFA)      | Medalla de plata  | 30 km            |
| 1989               | Lahti (Finlandia)     | Medalla de plata  | Relevo 4 × 10 km |